# Sepänsaari (ö i Kymmenedalen, Kouvola)
Sepänsaari är en ö i Finland. Den ligger i sjön Arrajärvi och i kommunen Itis i den ekonomiska regionen  Kouvola ekonomiska region  och landskapet Kymmenedalen, i den södra delen av landet, 110 km nordost om huvudstaden Helsingfors. Öns area är 1,7 hektar och dess största längd är 220 meter i nord-sydlig riktning.